# 취리히의 역사

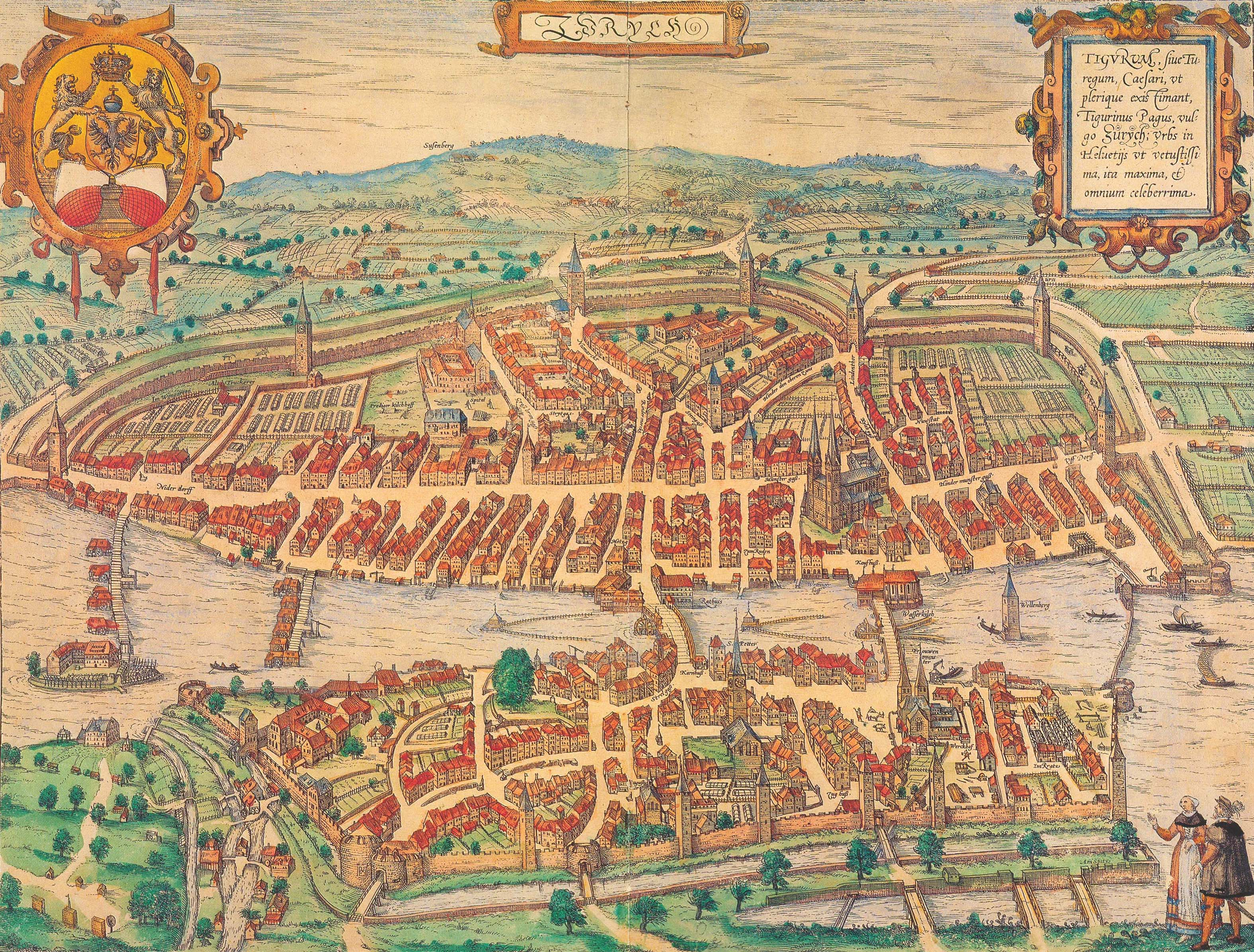
취리히의 조감도 (Georg Braun 와 Frans Hogenberg 출판)

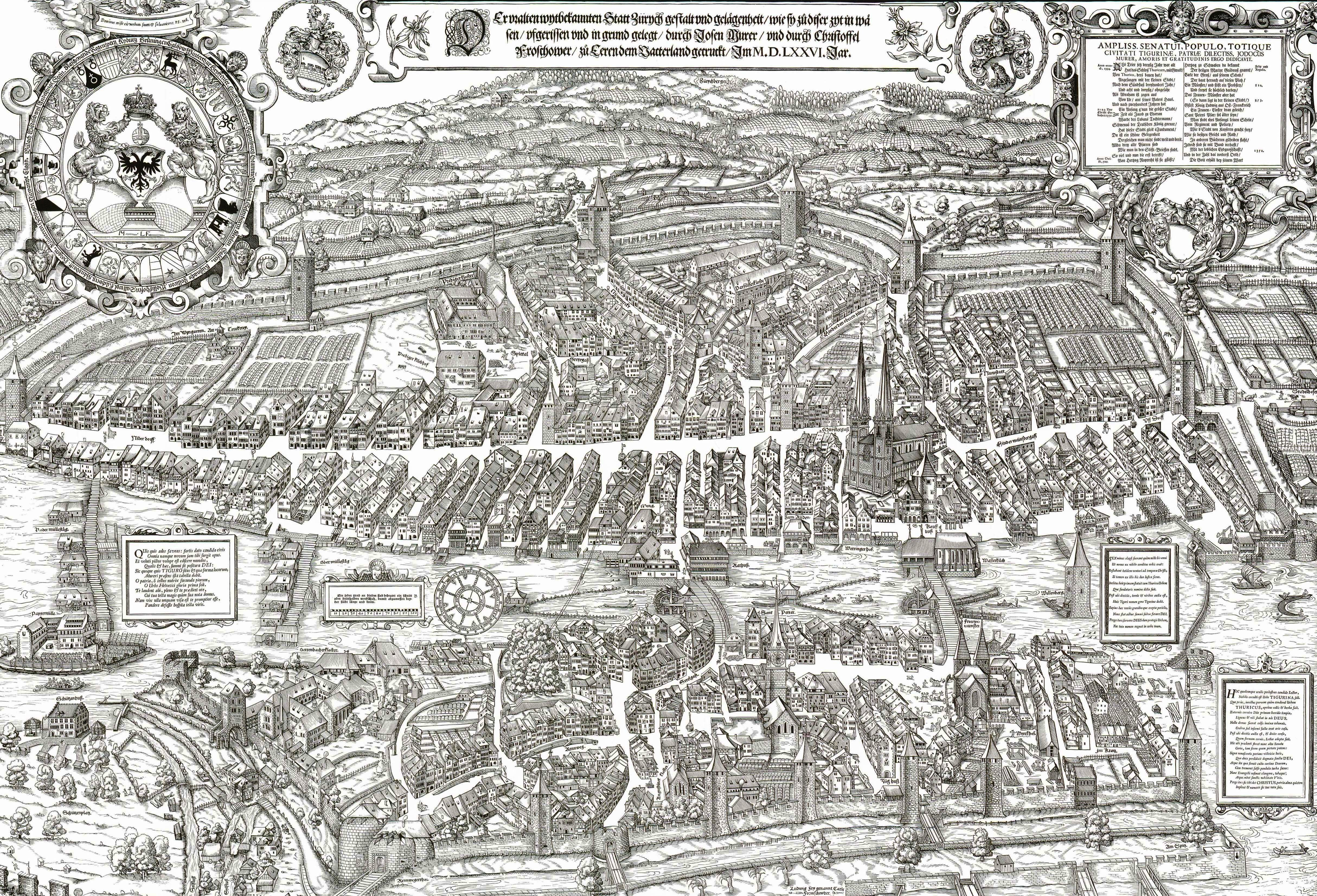
뮤러플랜, 스위스 취리히 목판 지도, 1576년

취리히(Zürich)에서는 로마 시대부터 사람들이 거주하였다. 기원후 90년에는 헬베티족의 정착지에 투리쿰이라고 불리는 비쿠스가 세워지기도 하였다. 갈로로마 문화는 5세기에 서로마 제국의 멸망 이후에도 지속되었으나 카롤루스 시대 이전에 사라졌다. 린덴호프 지역에 왕궁이 세워졌으며, 그로스뮌스터와 프라우뮌스터에 수도원이 세워졌다. 중세에는 이러한 수도원들이 정치적 권력을 갖고 있었으나 이는 14세기의 길드 봉기까지였고 취리히는 스위스 서약동맹에 가입하게 된다. 이후 취리히는 울리히 츠빙글리가 이끄는 스위스 종교개혁의 중심지가 되었으며, 근세에는 실크 산업으로 부유해졌다.

## 초기 역사
취리히 프레세하우스와 취리히 모차르트 거리와 같은 신석기 시대와 청동기 시대의 수많은 호숫가 정착지가 발견되었다. 취리히 호수에 잠긴 1800년대에 정착촌이 발견되었다. 취리히의 작은 섬과 반도에 있는 제히젤레우트첸플라츠(Sechseläutzenplatz) 주변의 리마트강과 취리히 호수 사이의 늪지대에 위치한 취리히 호수 주변의 선사 시대 말뚝 주거지는 린트강과 요나강에 의한 간헐적인 범람으로부터 보호하기 위해 말뚝 위에 세워졌다. 취리히-엥게 알펜콰이는 취리히시의 지방 자치체인 엥게의 취리히 호숫가에 위치해 있다. 그것은 취리히시에서 약 0.2k㎡의 영역 내에서 리마트강 유역에 있는 당시 반도의 각각 섬인 클라이너 하프너와 그로서 하프너의 정착지와 인접해 있었다. 이 정착지는 유네스코 세계 유산 사이트의 56개 스위스 유적지의 일부일 뿐만 아니라 알프스 주변의 선사시대 말뚝 주거지이기도 하며, 스위스 국가 및 지역 중요문화재 목록에도 분류 대상으로 등재되어 있다.
2004년에는 이전에 알려지지 않은 로마 이전의 켈트족(라텐 문화) 정착지의 흔적이 발견되었으며, 그 중심은 각각 리마트강 외에 뮌스터호프 광장 주변 지역인 린덴호프 언덕에 있었다. 이곳에는 켈트족 헬베티아인들은 정착지가 있었다. 당시 로마인들은 이탈리아를 오가는 물품 처리를 위해 이곳에 세관을 세웠다. 후기 비쿠스 투리쿰, 아마도 기원전 1세기 또는 훨씬 더 이전에 켈트족은 린덴호프 오피디움에 정착했다. 1890년, 이른바 포틴 무더기 선사 시대 말뚝 주거 정착지인 알펜콰이에서 가장 큰 무게가 59.2kg인 것으로 나타났다. 조각은 많은 수의 융합된 켈트 주화로 구성되어 있으며, 숯 잔재와 혼합되어 있다. 18,000개의 주화 중 일부는 동부 갈리아에서 유래했으며, 다른 주화는 취리히 유형으로 기원전 100년경에 지역 헬베티아에 할당되었다. 또한 취리히 호숫가에 있는 리마트강의 유출구에 있는 제히젤레우텐플라츠에 있는 옛 그로서 하프너 섬의 오피디 위틀리베르크 정착지와 연결된 헬베티아 제도의 섬 보호구역도 있다.
2017년 3월, 기원전 200년경에 사망한 한 여성이 아우서질(Aussersihl)의 케른 학교 단지에서 건설 프로젝트를 진행하던 중 조각된 나무줄기에 묻힌 채로 발견되었다. 고고학자들은 그녀가 죽었을 때 대략 40세였으며, 살아 있을 때 육체노동을 거의 하지 않았다고 밝혔다. 양가죽 코트, 벨트 체인, 화려한 울 드레스, 스카프, 유리와 호박색 구슬로 만든 펜던트도 여성과 함께 발견되었다.
로마의 비쿠스 투리쿰은 처음에는 갈리아 벨기카의 속주와 서기 90년부터 게르마니아 수페리오르에 속했다. 318년에 콘스탄티누스가 제국을 개혁한 후, 갈리아와 이탈리아 사이의 국경은 취리히 호수와 발렌제 사이의 린트강을 건너 투리쿰의 바로 동쪽에 있었다. 로마의 투리쿰은 요새화되지 않았지만, 세금 징수 지점에 작은 수비대가 있었고, 정확히 국경이 아니라 취리히 호수 하류에 설치되어 갈리아로 들어오는 물품이 더 큰 배에 실렸다. 성 남쪽 성 베드로 교회가 있던 자리에 주피터 신전이 있었다. 도시 이름에 대한 가장 오래된 기록은 18세기 린덴호프에서 발견된 2세기 묘비에 보존되어 있으며, 로마 성을 "STA(tio) TUR(i)CEN(sis)"로 언급하고 있다.
이 지역은 4세기 동안 나머지 로마 제국과 함께 기독교화되었다. 전설에 따르면 286년에 성 펠릭스와 레굴라가 바세르 교회(Wasserkirche)가 있는 곳에서 처형되었다고 한다.
알레만니족은 5세기부터 스위스고원에 정착했지만, 로마의 성은 7세기까지 존속했다. 카스텔룸 투레굼(castellum turegum)과 같은 정착지에 대한 최초의 문서 언급은 610년 콜롬반의 임무를 설명한다. 라벤나의 8세기 지명 목록에는 지우리치(Ziurichi)가 언급되어 있다. 알레만니족 공작 우오틸라(Uotila)가 위틀리베르크에 거주했고, 그의 이름을 주었다는 전설적인 설명이 있다.

## 신성로마제국

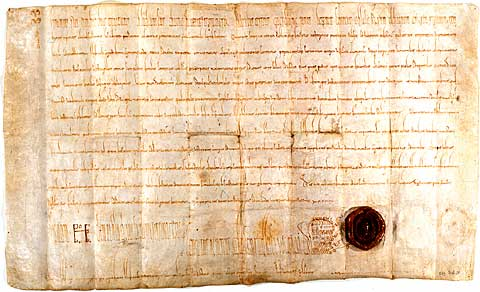
프라우뮌스터 교회를 세울때 재정한 루도비쿠스 2세 게르마니쿠스 법령

취리히는 콘스탄츠가 지배하는 투르고베(투르가우)에 있는 콘스탄츠 공의회에 의해 746년부터 프랑크족이 통치하는 알레만니아의 일부가 되었다.
샤를마뉴 대제의 손자인 게르마니쿠스(루이 더 게르만)가 현재 폐허가 된 로마성의 자리에 세운 카롤링성은 835년에 언급(in castro Turicino iuxta fluvium Lindemaci)되어 있다. 루이는 또한 그의 딸 힐데가르(Hildegard)를 위해 853년 7월 21일에 프라우뮌스터 수도원을 설립했다. 그는 베네딕토회 수도원에 취리히, 우리, 알비스 숲의 땅을 기부하고, 수도원에 면세권을 부여하여 자신의 직접적인 권한 아래에 두었다.
이를 계기로 9세기에 접어들면서 취리히는 점차 중세 도시의 특징을 갖추게 되었다. 취리히는 지금은 옛 투르가우 백국으로부터 분리된 취리히가우 백국의 중심지였다. 초기 도시는 프라우뮌스터 수도원에 의해 지배되었다. 1045년에 하인리히 3세는 수녀원에 시장을 소유하고, 통행료를 징수하고, 동전을 주조할 수 있는 권한을 부여하여 수도원장을 도시의 통치자로 만들었다.
프랑크 왕조는 소작인에 대한 특별한 권리가 있었고, 두 교회의 보호자였으며, 자유 공동체에 대한 관할권을 가졌다. 입력. 870년 군주는 단일 관리(라이히스포크트)의 손에 4개 모두에 대한 자신의 권한을 부여했으며, 사라센 약탈자와 봉건 남작에 대한 보호 장치로 10세기에 4개 정착지 주변에 건설된 성벽으로 인해 연합이 더욱 강화되었다.
취리히는 1218년에 체링겐가의 주요 가계가 소멸되면서 황제의 직접 통치가 되었다. 1230년대에 38ha에 달하는 성벽이 건설되었다. 반호프슈트라세는 서쪽 해자의 코스를 표시하고, 히르센그라벤은 동쪽 해자를 표시한다. 렌베크의 초기 시민 석조 주택은 황폐한 카롤링거성을 채석장으로 사용하여 이 시대로 거슬러 올라간다. 황제 프리드리히 2세는 1234년에 프라우뮌스터의 수녀를 공작부인의 계급으로 승진시켰다. 그 수녀는 시장을 지명했고, 그녀는 자주 도시의 시민들에게 동전 주조를 위임했다.
라이히스포그타이는 렌츠부르크 백작(1063-1173)에게, 그 다음에는 체링겐 공작(1218년 소멸)에게 넘어갔다. 한편, 베네딕토회 프라우뮌스터의 수녀는 모든 주민에 대한 광범위한 권리와 특권을 얻었지만, 형사관할권은 얻지 못했다. 이 도시는 12세기와 13세기에 크게 번성했으며, 비단 무역이 이탈리아에서 유입되었다.

## 구 스위스 연방

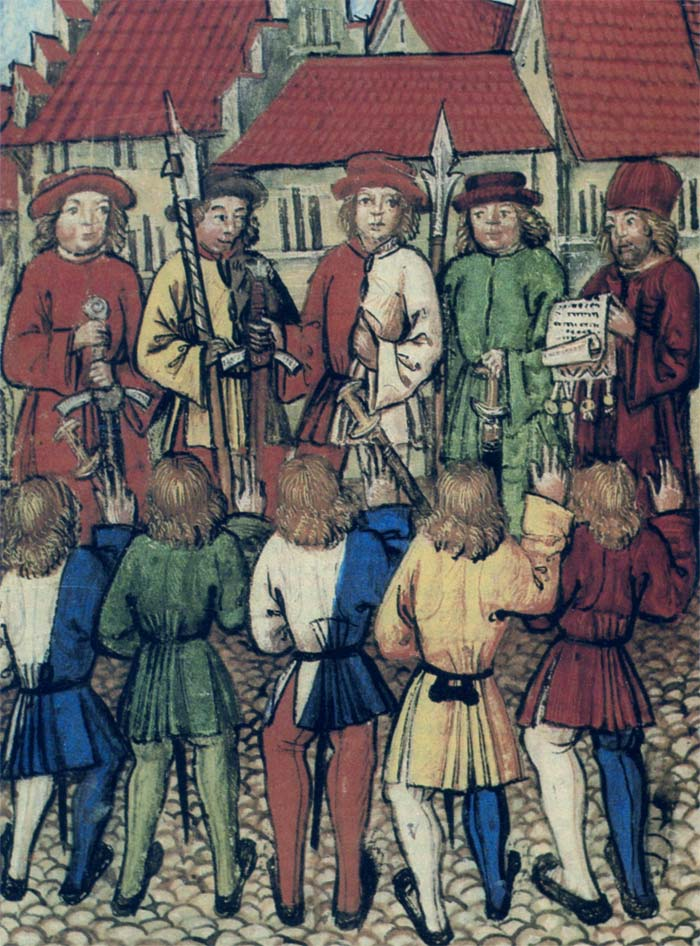
1351년 5월 1일 취리히 시민들이 우리주, 슈비츠, 운터발덴주, 그리고 루체른주의 대표들에게 연방법(Luzerner Schilling)을 읽은 후에 서약동맹을 하고 있다.

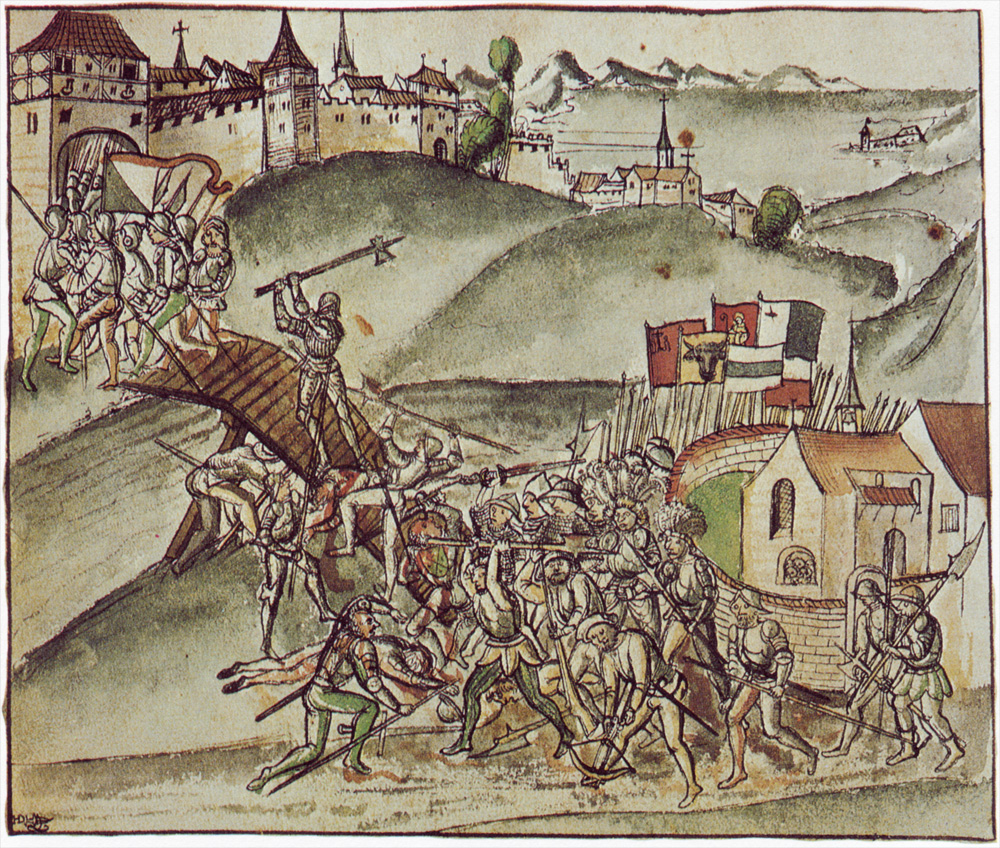
구 스위스 연방에 대항하여 루돌프 스트우찌 취리히 시장이 세인트 제이콥 다리에서 방어하고 있다.

취리히는 1351년에 구스위스 연방(당시에는 사실상 독립 국가들의 느슨한 연방이었다)에 1351년 5번째 회원국으로 가입했다. 취리히가 1440년 토그겐부르크 영토 문제로 다른 회원국들과 구취리히 전쟁을 벌이면서 연방에서 추방되었다. 취리히는 1446년에 패배했고, 1450년에 연방에 다시 가입했다.
15세기 후반에 취리히는 통제 하에 있는 영토를 크게 확장하여 투르가우(1460), 빈터투어(1467), 슈타인 암 라인(1459/84), 에글리자우(1496)를 얻었다. 연방에서 취리히의 위치는 한스 발트만 휘하의 부르고뉴 전쟁에서의 역할로 더욱 향상되었다. 1468년부터 1519년까지 취리히는 연방 의회의 포르로트(Vorort)였다.
영토 확장에 대한 이러한 갈망은 연방에서 첫 번째 내전(구취리히 전쟁, 1436-50년)을 일으켰으며, 이 전쟁에서 취리히 성벽 아래에서 질강의 장크트야콥 전투(1443)가 벌어졌다. 취리히의 남자들은 완전히 구타당했고, 그들의 부르고마스터(시장)인 슈티시는 살해당했다. 합스부르크 왕가(1467)로부터 빈터투어 마을을 매입함으로써 도시의 영토 권력이 정점에 이르렀다.
부르고뉴 전쟁에서 모라 전투(1476)의 승리가 예정된 것은 취리히의 사람들과 그들의 지도자 한스 발트만에게 있었다. 취리히는 1512~15년 이탈리아 전역에서 주도적인 역할을 했으며, 부르고마스터 슈미트는 새로운 밀라노 공작 (1512)을 지명했다. 의심할 여지 없이 이탈리아와의 무역 관계는 남부 정책을 추구하도록 이끌었는데, 그 흔적은 일찍이 1331년 발레벤티나 공격에서 그리고 취리히 병력들이 반호에 있었던 12,000명이 넘는 밀라노 군대를 대상으로 소수의 남부 동맹이 승리한 조르니코 전투에서 1478년에 나타났다.
1400년에 이 도시는 바츨라프 4세로부터 제국으로부터의 완전한 면제와 형사 관할권을 지닌 라이히포크타이를 얻었다. 이미 1393년에 최고 권력은 실질적으로 대공의회의 손에 넘어갔고, 1498년에는 이러한 변화가 공식적으로 인정되었다.
길드에 모든 권한을 이양하는 것은 취리히를 훌륭한 상업 중심지로 만들고자 했던 부르고마스터 한스 발트만(1483~89)의 목표 중 하나였다. 그는 또한 많은 재정적, 도덕적 개혁을 통해 시골 지역의 이익을 도시의 이익에 종속시켰다. 그는 실질적으로 스위스 연방을 통치했으며, 그의 치하에서 취리히는 동맹의 진정한 수도가 되었다. 그러나 그런 급격한 변화는 반발을 불러일으켰고, 그는 전복되고 처형되었다. 그러나 그의 주요 사상은 헌법에 구체화되었다. 1498년, 귀족들이 최초의 길드가 되었으며, 1798년까지 유효했다. 일부 특별 권리는 시골 지역의 국민에도 주어졌다. 종교 개혁(1524년에 프라우뮌스터 수도원은 진압됨)의 원칙을 채택하고 전파하는데 취리히가 취한 두드러진 부분은 마침내 연방의 주도권을 확보했다. 라퍼스빌 근처의 아우구스티너 수도원과 프레디거 수도원, 외텐바흐 수녀원과 뤼티 수도원도 1524년에 해체되었다. 취리히 종교 개혁의 여파와 그 결과로 취리히 수녀원도 폐지되었고, 교회에서의 예배도 중단되었으며, 수도원의 건물과 수입은 도시 정부(라트)의 행정적 기능을 담당하는 엠트(Amt)에 따라 할당되었다.

## 종교개혁

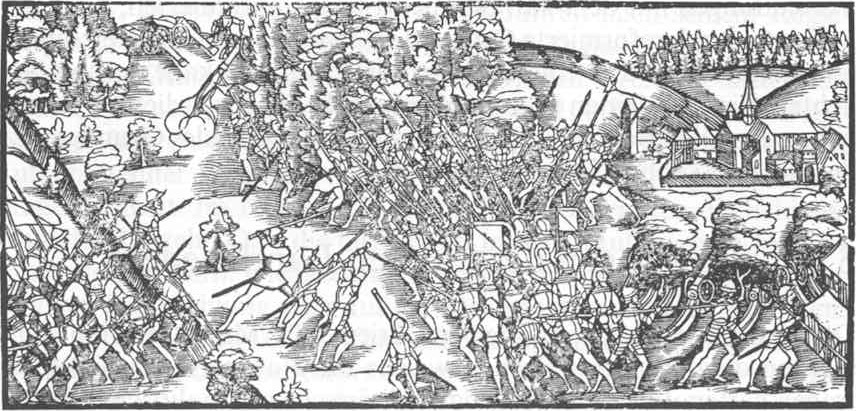
카펠 전쟁에서 패배한 취리히 군대 (1548)

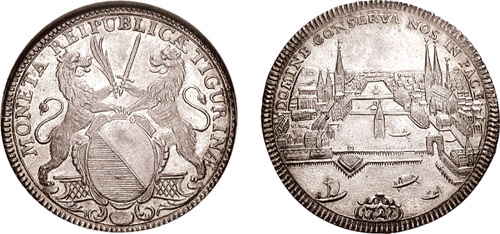
취리히 탈러

츠빙글리는 그로스뮌스터에서 취리히의 주요 설교자였을 때 스위스 종교 개혁을 시작했다. 그는 마태복음을 통해 체계적으로 설교함으로써 그곳에서 설교를 시작했는데, 이는 교회에서 발행한 전례적 독서 독서를 통해 설교하는 거의 모든 다른 사제들과 큰 차이가 있었다.
그는 1484년부터 1531년 2차 카펠 전쟁에서 취리히가 패배하여 죽을 때까지 취리히에서 살면서 설교했다. 츠빙글리의 취리히 성경은 1531년에 처음 등장하여 오늘날까지 계속 개정되었다. 프라우뮌스터 수도원의 마지막 수녀원장인 카타리나 폰 짐머른(Katharina von Zimmern, 1478-1547)은 취리히에서 종교 개혁의 평화적 도입을 지지했다.

## 근대사

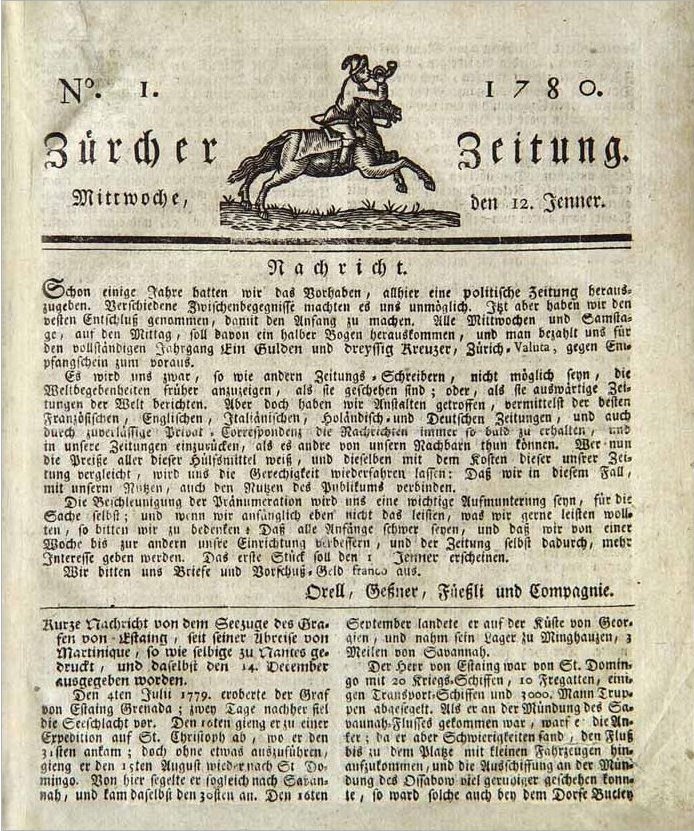
취리히 신문 첫판, 1780년

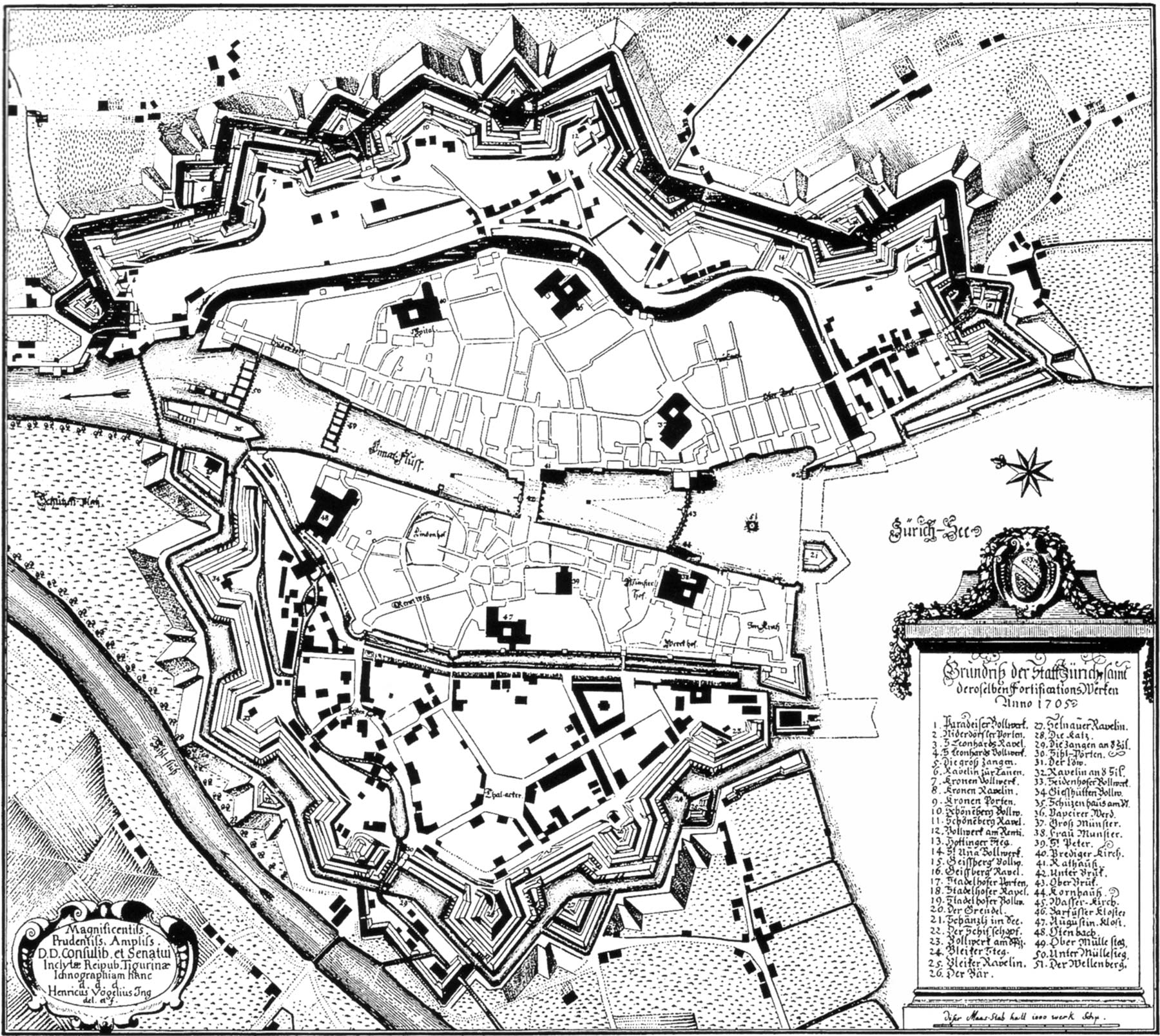
취리히 1705 확장 설계도

하인리히 불링거 휘하의 취리히에 대한 중요한 출처는 1560년부터 1587년까지의 흥미로운 문서 모음집인 비키아나이다. 16세기와 17세기 동안 취리히의 귀족과 평의회는 점점 더 귀족적이고 고립주의적인 태도를 취했다. 이것의 표시는 30년 전쟁의 인상을 받아 1642년에 건설된 인상적인 도시 성벽의 두 번째 고리였다.
이 야심찬 프로젝트에 필요한 자금이 협의 없이 대상 지역에 부과되어 반란이 무력으로 진압되었다. 1648년부터 이 도시는 공식 지위를 라이히슈타트에서 공화국으로 변경하여 베니스와 제노바와 같은 도시 공화국에 비유했다.
17세기와 18세기에 타운 정부에서 권력을 실제 소유자에게 제한하는 뚜렷한 경향이 관찰되었다. 따라서 시골 지역은 1620년과 1640년에 마지막으로 협의되었다. 그리고 1489년과 1531년의 유사한 위반(중요한 동맹, 전쟁과 평화의 체결을 위해서는 이 지역의 동의가 필요하며, 다른 문제에 관해서는 요구될 수 있음)이 1777년에 소란을 일으켰다.
200명의 평의회는 1713년의 헌법에 의해 실제로 평의회에 앉아 있는 길드원들로 이루어진 소규모 위원회에 의해 크게 선택되게 되었으며, 50명의 작은 평의회(대평의회에 의해 고정된 기간으로 명명됨)의 구성원으로 구성되었으며, 콘슈타펠이 지명한 18명의 회원과 12개의 길드에서 선출된 144명, 이 162명(대부분을 구성함)은 사망한 회원 자신이 속한 길드에 속한 두 평의회의 회원들에 의해 종신 선택을 받았다.
18세기 초에 빈터투어에서 번성하던 라이벌 실크 무역을 무거운 의무로 분쇄하려는 결연한 노력이 있었다. 약 1,650명의 특권층 주민이 9,000명이었고, 그들의 통치는 170,000명을 넘어섰다. 적극적인 불만의 첫 징후는 1794년에 슈테파에 클럽을 설립하고 1795년 무력으로 진압된 운동인 1489년과 1531년의 자유 회복을 주장한 호숫가 거주자들 사이에서 나중에 나타났다. 취리히 정부는 1798년 봄 프랑스의 침공으로 스위스의 다른 지역과 마찬가지로 취리히에서도 멸망했고, 헬베트 헌법에 따라 시골 지역은 정치적 자유를 얻었다.

## 현대사

### 나폴레옹 시대
취리히는 헬베티아 공화국에서 많은 권력을 잃었고, 영토는 아르가우, 투르가우, 린트주에 잃었다. 1799년에 이 도시는 6월의 제1차 취리히 전투와 9월의 제2차 취리히 전투에서 제2차 연합군의 프랑스 혁명 전쟁의 전장이 되었다. 고트프리트 켈러는 스위스를 연방국가로 구성하는 과정에서 급진적 “자유사상” 편에 지적인 영향을 미쳤다.
취리히 주변은 1799년 두 차례의 전투(프랑스 혁명 전쟁)로 인해 군역사에서 유명하다. 첫 번째 전투(6월 4일)에서 방어 중인 앙드레 마세나 장군 휘하의 프랑스군은 카를 대공 휘하의 오스트리아군에게 공격을 받았고, 앙드레 마세나는 교전이 결정적인 단계에 도달하기 전에 리마트강 뒤에서 퇴각했다. 두 번째이자 훨씬 더 중요한 전투가 9월 25일과 26일에 벌어졌다. 리마트강을 강제로 통과시킨 마세나는 코르사코프의 휘하에 러시아군과 오스트리아 동맹군을 공격하고 완전히 패배시켰다.

### 19세기
1839년에 도시는 9월 6일의 취리푸치에 따라 농촌 신민들의 요구에 굴복해야 했다. 17세기에 건설된 성벽의 대부분은 도시의 패권에 대한 농촌의 우려를 완화하기 위해 포위되지 않은 채 허물어졌다. 리마트콰이는 리마트강의 우안을 따라 1823년에서 1859년 사이에 여러 단계로 지어졌다. 1847년부터 스위스 영토의 첫 번째 철도인 스파니쉬-브뢰틀리 철도가 취리히와 바덴을 연결하여 취리히 중앙역을 스위스 철도 네트워크의 기원으로 만들었다. 중앙역의 현재 건물은 1871년으로 거슬러 올라간다. 젝셀라우텐이 도시(엄밀히 말하자면 췬프테의)의 가장 유명한 전통 명절로 등장한 것은 이 시대로 거슬러 올라간다.
1285년에 설립된 외텐바흐 수도원은 1902년 점점 더 거대해지는 도시 계획의 희생물이 되었으며, 새로운 우라니아스트라세와 관리 건물을 위한 자리를 만들기 위해 세워진 린덴호프 언덕 전체가 제거되었다. 그것은 감옥으로 사용되었고 수감자들은 레겐스도르프에 새로 완공된 주 교도소로 옮겨졌다. 그러나 1814년의 주 헌법에서는 문제가 더욱 악화되었는데, 그 이유는 도시(인구 10,000명)의 대평의회에 130명의 대표가 있었던 반면, 시골 지역(200,000명)의 대표는 82명에 불과했기 때문이다. 1830년 11월 22일에 대평의회 구성원의 3분의 2는 시골 지역에서 선출되어야 한다고 요구했다. 1831년에 이 노선에 대한 새로운 헌법이 작성되었고, 141명이 시골 지역에 할당된 것에 비해 71명의 대표를 얻게 되었지만, 1837-38년이 되어서야 그 도시가 그토록 오랫동안 갖고 있던 특권의 마지막 유물을 마침내 잃어버렸다. 시골 지역에 비해 즐길 수 있다.
1803년부터 1814년까지 취리히는 6개 주 중 하나였으며, 수석 치안판사는 1년 동안 연방의 치안판사가 되었고, 1815년에는 3개 주 중 하나가 되었으며, 의회가 성립되지 않았을 때 그 정부가 2년 동안 연방 정부로 활동했다. 1833년 취리히는 연방헌법의 개정과 강력한 중앙 정부를 확보하기 위해 열심히 노력했다.
이 도시는 1839~40년 동안 연방수도였으며, 결과적으로 1839년(유명한 예수의 생애의 저자인 다비드 슈트라우스의 대학 신학 석좌에 급진 정부가 임명한 것에 대한 분개 때문에) 보수당이 승리로 스위스 전역에 큰 파장을 일으켰다. 그러나 1845년 급진파가 다시 1845~46년 동안 연방 수도였던 취리히에서 권력을 되찾았을 때, 그 도시는 존더분트 주에 반대하는 데 앞장서게 되었다.
물론 1848년과 1874년의 연방헌법에 찬성표를 던진 반면, 1869년의 주헌법은 당시에 비해 눈에 띄게 발전했다. ‘30년대’ 이후로 시골 지역에서 도시로의 엄청난 이민은 도시에 ‘정착’했지만 시민권의 특권을 소유하지 않았으며, 결과적으로 시 정부에서 몫이 없는 산업계급을 만들었다.
우선 1860년에 ‘정착민’에게 높은 비용만 지불하면 개방된 마을 학교가 모두가 접근할 수 있게 되었고, 다음으로 1875년에는 사실상 주민권을 부여받은 10년 동안 거주하게 되었다.

## 같이 보기
- 취리히 종교개혁